# حسن هرندی
حسن هرندی (زاده ۱۳۳۴ تهران) سرهنگ خلبان گرومن اف-۱۴ تامکت نیروی هوایی ارتش جمهوری اسلامی است که در طول جنگ ایران و عراق خدمت کرده‌است.

## خلبان تک‌خال
پیر رازو، مورخ نظامی فرانسوی، ۶ پیروزی هوایی را به او نسبت داده‌است، رکوردی که او را به عنوان یک خلبان تک‌خال واجد شرایط می‌کند.